# Comair (Südafrika)
Comair war eine südafrikanische Fluggesellschaft und die älteste private Airline des Landes mit Geschäftssitz in Johannesburg und Heimatbasis auf dem Flughafen O. R. Tambo. Sie führte ihren Flugbetrieb nicht mehr unter eigenem Namen durch, sondern nutzte die zwei Marken Kulula und British Airways für den Außenauftritt. Unter der Eigenmarke Kulula bot Comair Billigflüge an, unter der Marke British Airways bediente sie Strecken im Südlichen Afrika im Auftrag der britischen Fluggesellschaft.
Das Unternehmen ging Anfang Juni 2022 in die Insolvenz, nachdem eine Unternehmensrettung bis zum 31. Mai nicht erfolgreich war.

## Geschichte

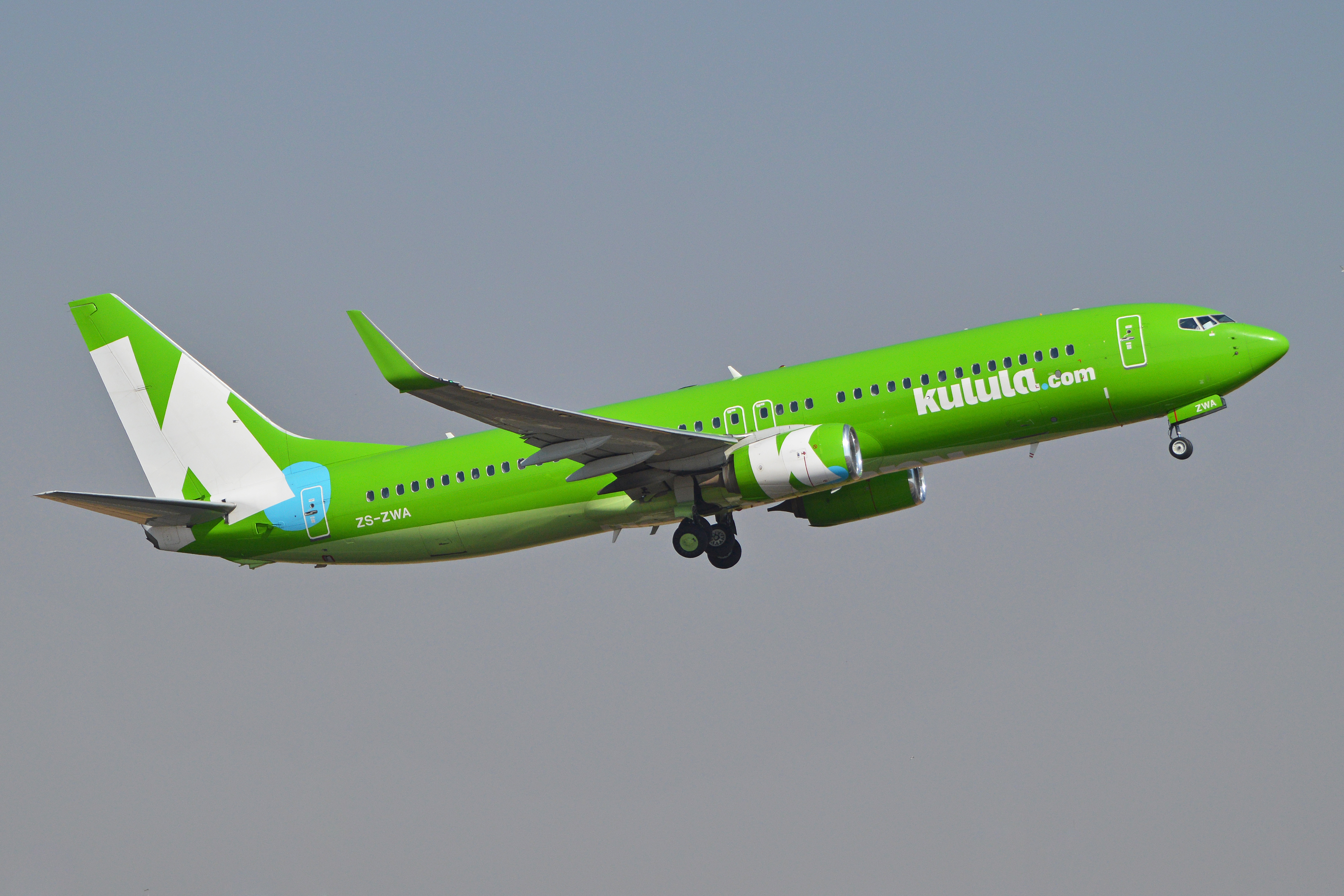
Boeing 737-800 der Comair im Markenauftritt Kulula

Die Fluggesellschaft wurde am 14. Juli 1946 als Commercial Air Service von A.C. Joubert, J.M.S. Martin, L. Zimmerman und J.D. Human, die während des Zweiten Weltkrieges in der South African Air Force tätig waren, gegründet. Ab 1948 führte sie Flüge zwischen dem Rand Airport in Johannesburg und Durban durch, wofür eine Cessna 195 genutzt wurde.
Die Fluglinie hatte in den ersten Jahrzehnten ihres Bestehens ein rasches Wachstum zu verzeichnen und bediente 1992 einige der Hauptrouten in Südafrika. Sie nutzte schließlich mehrere Boeing 737-200. Neben den nationalen Zielen flog sie auch Städte in den Nachbarstaaten an, unter anderem Gaborone und Harare.
Nachdem Comair ab 1996 Auftragsflüge im Markenauftritt von British Airways durchführte, gründete sie im Jahr 2001 unter der Eigenmarke Kulula eine Billigflug-Firmensparte, die seitdem zielstrebig ausgebaut wurde und durch Zusatzleistungen wie Mietwagen und Unterkünfte nach dem Vorbild von easyJet ergänzt wurde. Seit 2000 hielt British Airways eine Minderheitsbeteiligung von 18 Prozent an Comair. 30 Prozent der Gesellschaft befanden sich im Eigentum des Managements, fünf Prozent im Eigentum der Mitarbeiter. 38 Prozent wurden von institutionellen Anlegern und Kleinanlegern gehalten. Das Unternehmen war an der Johannesburger Börse gelistet.
Comair hatte im Finanzjahr 2017/2018 das 72. Jahr in Folge einen Gewinn vermeldet. Der Gewinn lag bei 325,6 Millionen Rand.
Ende April 2020 gab die Gesellschaft bekannt, dass aufgrund der COVID-19-Pandemie in Südafrika kaum mit einer Aufnahme von Flügen vor Oktober 2020 zu rechnen sei. Dies sei finanziell für Comair nicht machbar. Die Fluggesellschaft wurde am 5. Mai 2020 unter Insolvenzverwaltung gestellt. Bis Ende Juli 2020 konnten die nötigen Gelder zu einer Rettung nicht aufgebracht werden. Ende August 2020 wurden die Rettung der Fluggesellschaft und die Wiederaufnahme des Flugbetriebs zum 1. Dezember 2020 bestätigt. Die Flotte sollte auf 20 Flugzeuge verkleinert werden. Im September 2020 wurde die Unternehmensrettung endgültig bestätigt. Diese sollte bis Ende März 2021 abgeschlossen werden.
Am 13. März 2022 wurde die Betriebserlaubnis von Comair bzw. ihren Töchtern für unbestimmte Zeit von der Zivilluftfahrtbehörde widerrufen. Am 16. März wurde die Lizenz erneut erteilt. Ende Mai 2022 wurde der gesamte Flugbetrieb aufgrund finanzieller Schwierigkeiten erneut eingestellt.

## Markenauftritte
Comair war unter zwei Markennamen als Fluggesellschaft in Südafrika tätig:
- Unter der Marke British Airways als Franchisenehmer für Zubringerflüge im südlichen Afrika im Corporate Design und im Auftrag der britischen Gesellschaft.
- Unter der Eigenmarke Kulula als Billigfluggesellschaft.

### British Airways
Das Franchise-Abkommen mit British Airways wurde 1995 unterzeichnet und der Flugbetrieb unter diesem Markenauftritt im Jahr 1996 aufgenommen. Zu Beginn der Partnerschaft flog Comair als British Airways Comair, danach als British Airways Regional und seit Anfang der 2000er-Jahre unter dem Namen British Airways. Sie führte die Auftragsflüge nicht mit eigenen, sondern mit Flugnummern der British Airways durch (BA6200 bis 6449).

### Kulula

Logo der Eigenmarke Kulula

Comair richtete am 1. August 2001 die Unternehmenssparte Kulula ein und wurde unter diesem Markenauftritt zum ersten Anbieter von Billigflügen im südlichen Afrika. Der Name lässt sich vom Zulu-Wort für „leicht“ oder „einfach“ herleiten. Weil Kulula keine Fluggesellschaft, sondern nur ein Markenname der Comair war, wurden die Billigflüge unter dem IATA- und ICAO-Code der Comair durchgeführt.
Die ersten von Kulula genutzten Flugzeuge waren Boeing 727-200, die später durch modernere, leisere und kostengünstigere Boeing 737-400 ersetzt wurden. Diese Flugzeuge waren von Safair geleast worden und befinden sich heute nicht mehr im Einsatz. Eine einheitliche Flottenpolitik war zu dieser Zeit nicht zu erkennen, da Flugzeuge verschiedener Muster, wie beispielsweise Boeing 737 und McDonnell Douglas MD-82 betrieben wurden. Dies änderte sich 2008, als man die MD-82 abtrat und durch weitere Boeing 737 ersetzte.
In einer Werbekampagne im Vorfeld der Fußball-Weltmeisterschaft 2010 hatte Comair ihren Markenauftritt Kulula als „Unofficial National Carrier of the ‚you-know-what‘“ (dt. Inoffizielle Fluglinie der Sie-wissen-schon) bezeichnet. Prompt wurde die Gesellschaft vom Weltfußballverband FIFA verklagt. Der Verband bezichtigte Comair in der Werbeanzeige einen nicht genehmigten Bezug zur WM hergestellt zu haben. Daraufhin startete Kulula noch eine Werbekampagne und pries günstige Flüge für alle an, außer für den damaligen FIFA-Präsidenten Sepp Blatter, für den alle Flüge gratis seien. Der Besitzer eines Boston-Terriers änderte den Namen seines Hundes in Sepp Blatter und nahm dieses Angebot an. Auf der Facebook-Seite von Kulula wurde der Hund als neues Maskottchen vorgestellt. In der neuen Werbung hieß es: Es sei offiziell. „Sepp Blatter fliegt mit uns“. Die Werbekampagne fand in der Presse international Beachtung und vergrößerte den Bekanntheitsgrad von Kulula.
Von den Flughäfen O. R. Tambo und Lanseria nahe Johannesburg flog Comair unter der Marke Kulula Ziele im Inland an.

### Andere Geschäftsbereiche
Unter der Marke „SLOW Lounges“ betrieb Comair exklusive Wartebereiche auf den Flughäfen in Johannesburg, Kapstadt, Durban und Lanseria. Außerdem existierte ein eigenes Cateringunternehmen namens „Food Directions“ sowie eine Reiseplattform namens „Kulula Holidays“ und ein Ausbildungs- und Trainingszentrum, das „Comair Trainings Centre“.

## Flugziele
Es wurden (Stand Oktober 2018) 14 nationale und internationale Ziele im südlichen Afrika angeflogen.

## Flotte

### Comair

#### Aktuelle Flotte
Mit Stand Mai 2022 bestand die Flotte der Comair aus zwölf Flugzeugen mit einem Durchschnittsalter von 18,5 Jahren:
| Flugzeugtyp    | Anzahl | bestellt | Anmerkungen                             | Sitzplätze (Business/Economy) | Durchschnittsalter (Mai 2022) |
| -------------- | ------ | -------- | --------------------------------------- | ----------------------------- | ----------------------------- |
| Boeing 737-400 | 03     |          | eine inaktiv                            | 162 (–/162)                   | 29,7 Jahre                    |
| Boeing 737-800 | 09     | 5        | zwei inaktiv; mit Winglets ausgestattet | 174 (–/174) 162 (24/138)      | 14,8 Jahre                    |
| Gesamt         | 12     |          |                                         |                               | 15,7 Jahre                    |

#### Zuvor eingesetzte Flugzeugtypen
In der Vergangenheit setzte die Comair folgende Flugzeugtypen ein:
- ATR 42-320
- ATR 42-500
- ATR 72-212
- Boeing 737-200
- Boeing 737 MAX 8
- McDonnell Douglas MD-82

### Kulula.com

#### Aktuelle Flotte
Mit Stand Juli 2021 besaß Kulula.com eine Flotte von 8 Flugzeugen mit einem Durchschnittsalter von 12,7 Jahren:
| Flugzeugtyp    | Anzahl | bestellt | Anmerkungen | Sitzplätze | Durchschnittsalter (Juli 2021) |
| -------------- | ------ | -------- | ----------- | ---------- | ------------------------------ |
| Boeing 737-400 | 1      |          |             | 162        | 32,1 Jahre                     |
| Boeing 737-800 | 7      |          |             | 186 189    | 9,9 Jahre                      |
| Gesamt         | 8      | -        |             |            | 12,7 Jahre                     |

#### Zuvor eingesetzte Flugzeugtypen
In der Vergangenheit setzte die Kulula.com folgende Flugzeugtypen ein:
- Airbus A320-200
- Boeing 737-200
- McDonnell Douglas MD-82

## Zwischenfälle
- Am 1. März 1988 zerbrach eine Embraer EMB 110 (ZS-LGP), die die Comair von der Bop Air geleast hatte, nach einer Bombenexplosion auf dem Flug von Phalaborwa nach Johannesburg wenige Minuten vor der Landung in der Luft. Dabei kamen alle 17 Personen an Bord ums Leben. Ein Passagier, der kurz zuvor eine hohe Lebensversicherung abgeschlossen hatte, war vermutlich der Täter.[20] (siehe auch Comair-Limited-Flug 206)